# Erupción volcánica

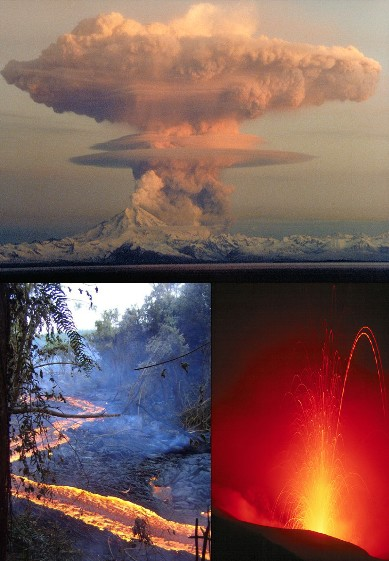
Algunas de las estructuras eruptivas formadas durante la actividad volcánica (en sentido antihorario): erupciones pliniana (columna eruptiva), hawaiiana (flujos de pahoehoe) y estromboliana (arco de lava).

Una erupción volcánica es un fenómeno geológico caracterizado por la emisión violenta en la superficie terrestre, por un volcán, de lavas y/o tefras acompañadas de gases volcánicos. Se excluyen de esta definición los géiseres, que emiten agua caliente, y los volcanes de lodo, cuya materia, en gran parte es orgánica. Cuando una erupción volcánica causa daños materiales y muertes, entre la especie humana y también en otras especies animales o vegetales, lo que sucede en la mayoría de los casos de volcanes terrestres, este fenómeno natural constituye, a corto o mediano plazo, un desastre natural que tiene un impacto local o global y que puede alterar los hábitos animales y humanos, el clima, la topografía, etc. Las investigaciones recientes muestran que las erupciones volcánicas tienen un impacto significativo en el clima global y deben considerarse como fenómenos catalíticos esenciales para explicar los cambios ecológicos y los trastornos históricos de las sociedades humanas.
Los vulcanólogos han distinguido varios tipos de erupciones volcánicas, durante los cuales la lava, las tefras (cenizas, lapilli, bombas volcánicas y bloques volcánicos) y gases variados son expulsados de un respiradero o fisura. A menudo llevan el nombre de famosos volcanes donde se ha observado ese tipo de comportamiento. Algunos volcanes pueden mostrar solo un tipo característico de erupción durante un período de actividad, mientras que otros pueden mostrar una secuencia completa de tipos, todo en una serie eruptiva.
Hay tres tipos diferentes de erupciones. Las más observadas son las erupciones magmáticas, que implican la descompresión del gas dentro del magma que lo impulsa hacia afuera. Las erupciones freatomagmáticas son otro de los tipos, causadas por la compresión de gas dentro del magma, el opuesto directo del proceso que alimenta la actividad magmática. El tercer tipo eruptivo es la erupción freática, que es impulsada por el sobrecalentamiento del vapor por contacto con el magma; estos tipos eruptivos a menudo no muestran liberación magmática, sino que causan la granulación de la roca existente.
Dentro de estos tipos eruptivos amplios hay varios subtipos. Los que causan las erupciones más débiles son las hawaianas y submarinas, luego estrombolianas, seguidas de vulcanianas y surtseyanas. Los tipos eruptivos más fuertes son las erupciones peleanas, seguidas de las plinianas; las erupciones más fuertes se denominan: «ultraplinianas». Las erupciones subglaciales y freáticas se definen por su mecanismo eruptivo y varían en intensidad. Una medida importante de la fuerza eruptiva es el Índice de Explosividad Volcánica (VEI), una escala de orden de magnitud que va de 0 a 8 que a menudo se correlaciona con los tipos eruptivos

## Características

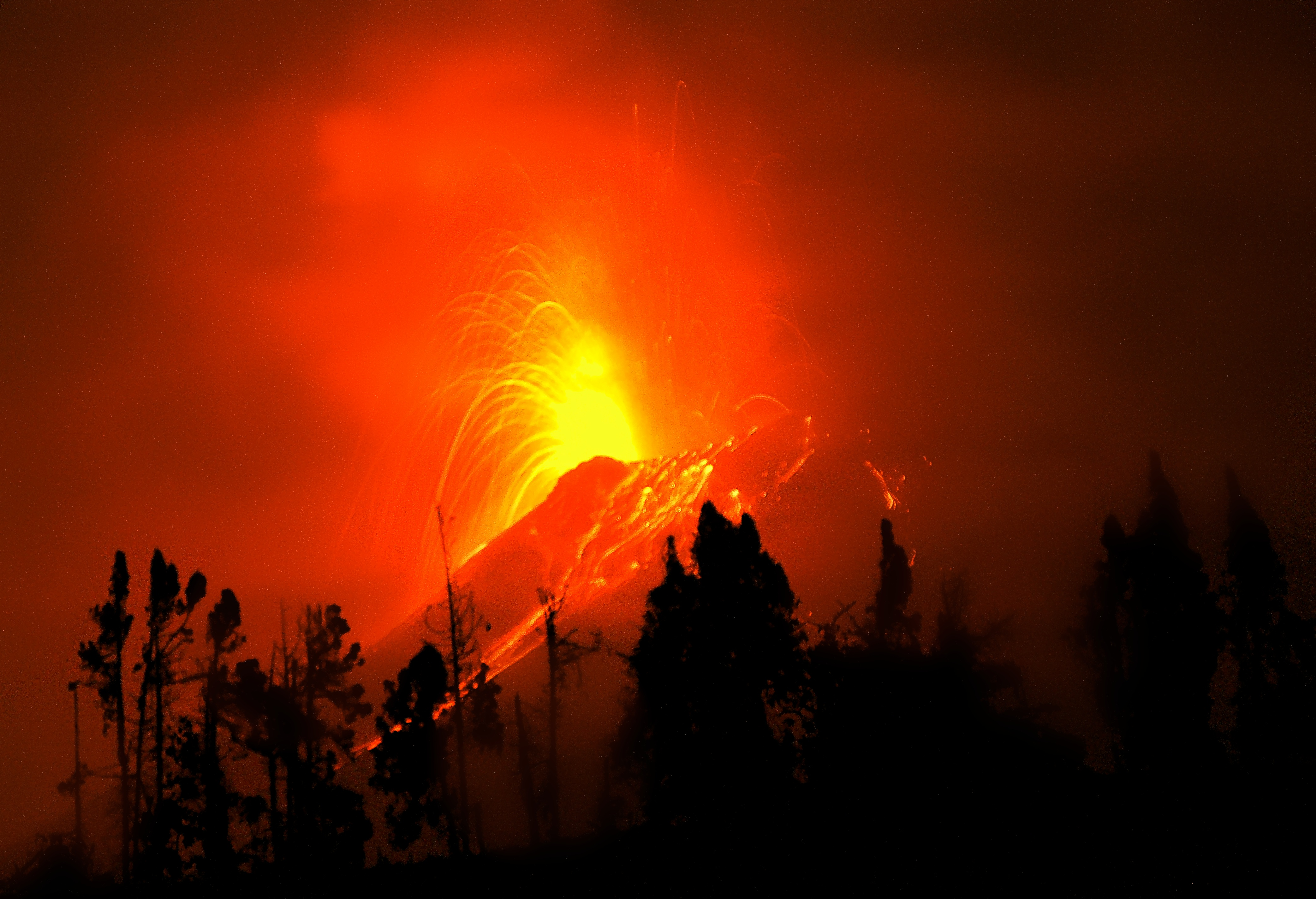
Volcán Tungurahua.

Las erupciones son consecuencia del aumento de la temperatura en el magma que se encuentra en el interior del manto terrestre. Esto ocasiona una erupción volcánica en la que se expulsa lava hirviendo, puede generar derretimiento de hielos y glaciares, los derrumbes, los aluviones, etc.
Las erupciones también se caracterizan por otros factores: temperatura de la lava, su contenido de gases oclusos, estado del conducto volcánico (chimenea libre u obturada por materias sólidas, lago de lava que opone su empuje a la salida del magma del fondo, etc.).
Las erupciones volcánicas no obedecen a ninguna norma de periodicidad, y no ha sido posible descubrir un método para prevenirlas, aunque a veces, vienen precedidas por sacudidas sísmicas y por la emisión de fumarolas. Su violencia se relaciona con la acidez de las lavas y con la riqueza de estas en gases oclusos. Estos alcanzan altas presiones y, cuando llegan a vencer la resistencia que encuentran, se escapan violentamente, dando lugar a una erupción explosiva. Por el contrario, una lava básica es mucho más fluida y opone escasa resistencia al desprendimiento de gases: las erupciones son entonces menos violentas y pueden revestir un carácter permanente.

## Frecuencia y duración
| Duración de la erupción | Frecuencia (%) | Frecuencia acumulada (%) |
| < 1 día                 | 10             | 10                       |
| entre 1 día y 1 semana  | 14             | 24                       |
| entre 1 semana y 1 mes  | 20             | 44                       |
| entre 1 y 6 meses       | 28             | 72                       |
| entre 6 meses y 1 año   | 12             | 84                       |
| entre 1 y 2 años        | 7              | 91                       |
| entre 2 y 5 años        | 5              | 96                       |
| entre 5 y 10 años       | 2              | 98                       |
| entre 10 y 20 años      | 1              | 99                       |
| > 20 años               | 1              | 100                      |

La duración de las erupciones es muy variable: algunas duran unas pocas horas, como la erupción del Vesubio en 79; de los aproximadamente 1500 volcanes terrestres activos, poco más de la mitad de las erupciones no exceden los dos meses de actividad y poco más de cien duran más de un año. Según los estudios, hay 1,5 millones de volcanes submarinos responsables del 75 % del volumen de lava emitida cada año por todos los volcanes.
Por lo general, hay de 50 a 70 erupciones paroxísticas terrestres por año, que duran un promedio de 15 días. El Puʻu ʻŌʻō, una de las bocas eruptivas del Kilauea, ha estado en erupción continua desde el 3 de enero de 1983.
La siguiente tabla muestra las diferentes distribuciones de duración:

## Clasificación histórica de las erupciones volcánicas
Se han propuesto varias categorizaciones de erupciones a lo largo del tiempo. Desde principios del siglo XIX, George Poulett Scrope distinguió erupciones permanentes, intermedias y paroxísticas. A finales del siglo XIX, otro sistema distinguía entre erupciones explosivas, intermedias y calmas. En 1908, Alfred Lacroix diseñó una clasificación con cuatro tipos —hawaiano, estromboliano, pliniano/vulcaniano, peleano—, enriquecida más tarde por el tipo islandés y el estadio solfatariano. Ha evolucionado hacia varias clasificaciones contemporáneas, como la siguiente:
| Tipo          | Coladas y explosividad                                                                                             | Topografía típica asociada |
| ------------- | --- | --- |
| Islandés      | Coladas espesas y extensas emitidos por fisuras, poco explosivos                                                   | escudos y llanuras de lava, conos alineados a lo largo de las fisuras                                                                   |
| Hawaiana      | Flujos extendidos emitidos por chimeneas centrales, baja explosividad, excepto en el caso de explosiones freáticas | Domos, escudos y largas coladas alimentados por tubos de lava, conos de escoria, maars, anillos de toba ...                             |
| Estromboliana | Coladas a menudo ausentes, explosividad baja o moderada                                                            | Conos de escoria con coladas cortas |
| Vulcaniana    | Coladas a menudo ausentes, explosividad moderada o fuerte                                                          | Conos de ceniza, cráteres de explosión                                                                                                  |
| Vesuviana     | Coladas a menudo ausentes, explosividad moderada a violenta                                                        | Conos importantes alternando cenizas y lava (estratovolcanes), vastos depósitos de cenizas, cráteres de explosión y calderas de colapso |
| Pliniana      | Coladas a veces ausentes, explosividad muy violenta                                                                | Vastos depósitos de piedra pómez y cenizas                                                                                              |
| Peleana       | Domos y coladas cortas y gruesas, nubes ardientes, explosividad moderada                                           | Domos, agujas, conos de ceniza y piedra pómez, llanuras de ignimbritas                                                                  |
| Krakatoana    | Ausencia de coladas, explosividad cataclísmica                                                                     | Vastas calderas de explosión |

Estas denominaciones a partir de nombres de volcanes o de regiones no deberían hacer creer que esos volcanes tienen erupciones sistemáticamente del tipo correspondiente, ni tampoco el hecho de que un volcán se caracteriza por un único tipo de erupción. Simplemente reflejan el hecho de que la descripción del modelo se hizo a partir de una erupción de ese volcán o esa región. En realidad, las transformaciones que sufre el magma en la cámara magmática inducen una evolución de erupciones tanto durante la vida del volcán como durante un ciclo eruptivo. El enfriamiento del magma en el techo de la cámara provoca una cristalización fraccionada de la fase líquida, los primeros cristales que se forman son minerales básicos, más pesados, que se depositan en el fondo de la cámara y dejan en la parte superior un magma enriquecido en sílice, lo que se llama la diferenciación del magma. Por lo tanto, el comienzo de una erupción, particularmente si la precedente es antigua, podrá ser caracterizada por una lava más viscosa y un tipo más explosivo que el siguiente. Además, en períodos largos de tiempo, el magma tiene tendencia a disolver parcialmente las rocas huésped. Para los volcanes continentales, estos generalmente son minerales felsicos de la corteza que también enriquecerán el magma con sílice. En este caso, cuanto más envejezca el volcán, la lava será más viscosa y las erupciones más explosivas. Hay excepciones: si la cámara magmática se encuentra en sedimentos calcáreos, como en el caso del Vesubio, el magma se volverá cada vez más básico y las erupciones serán cada vez menos explosivas.

## Mecanismos eruptivos

Diagrama mostrando la correlación de la escala de VEI con el total de volumen eyectado.

Se distinguen tres tipos de erupciones por el mecanismo principal que las origina:
- las erupciones magmáticas, que son causadas por la desgasificación o liberación de gas del magma bajo el efecto de una descompresión, que produce una caída de densidad, que impulsa el magma hacia arriba por el efecto del empuje de Arquímedes;
- las erupciones freatomagmáticas, que son causadas por el enfriamiento repentino del magma por contacto con el agua y su contracción, que produce su fraccionamiento y el aumento explosivo de la superficie de contacto agua-magma;
- las erupciones freáticas, que son provocadas por la vaporización del agua en contacto con el magma, que expulsa los materiales y partículas circundantes, quedando el magma en su lugar.

Hay dos tipos de erupciones en términos de actividad, erupciones explosivas y erupciones efusivas. Las erupciones explosivas se caracterizan por explosiones impulsadas por gas que impulsan el magma y la tefra. Las erupciones efusivas, en cambio, se caracterizan por la efusión de lava sin erupción explosiva significativa.
Las erupciones volcánicas varían mucho en intensidad. En uno de los extremos están las erupciones hawaianas efusivas, que se caracterizan por fuentes de lava y coladas de lava fluida, que generalmente no son muy peligrosos. En el otro extremo, las erupciones plinianas son fenómenos explosivos grandes, violentos y altamente peligrosos. Los volcanes no están sujetos a un estilo eruptivo, y con frecuencia muestran muchos tipos diferentes, tanto pasivos como explosivos, incluso en el lapso de un solo ciclo eruptivo. Los volcanes tampoco erupcionan siempre verticalmente desde un solo cráter cerca de su pico. Algunos volcanes muestran erupciones laterales y de fisuras. En particular, muchas erupciones hawaianas comienzan desde zonas de grietas, y algunas de las erupciones surtseyanas más fuertes se desarrollan a lo largo de las zonas de fractura. Los científicos creían que los pulsos de magma se mezclaban en la cámara antes de subir hacia arriba, un proceso que se estima toma varios miles de años. Pero los vulcanólogos de la Universidad de Columbia descubrieron que la erupción del volcán Irazú de Costa Rica en 1963 probablemente fuera provocada por el magma que tomó una ruta sin escalas desde el manto durante unos pocos meses.

### Índice de explosividad volcánica
El índice de explosividad volcánica (comúnmente abreviado como VEI, de Volcanic Explosivity Index) es una escala, de 0 a 8, para medir la fuerza de las erupciones. Es utilizado por el Programa de Vulcanismo Global de la Institución Smithsonian para evaluar el impacto de las coladas de lava históricas y prehistóricas. Funciona de manera similar a la escala de Richter de los terremotos, ya que cada intervalo de valor representa un aumento de diez veces en magnitud (es logarítmico). La gran mayoría de las erupciones volcánicas tienen un VEI entre 0 y 2.

## Tipos de erupciones magmáticas
La combinación posible de los factores recién señalados entre sí explica la existencia de varios tipos de volcanes a los cuales corresponden erupciones características. En primer lugar conviene establecer una distinción entre la «erupción puntual» del magma por una chimenea, y la «erupción lineal» por una fisura del terreno que puede ser bastante larga. En este último caso se tiene un «vulcanismo lávico»: las erupciones no son violentas y adoptan la forma de gigantescas efusiones de basaltos muy fluidos, cuyas coladas cubren grandes extensiones de terreno alrededor del volcán.

#### Erupción hawaiana
Presente en volcanes con vulcanismo lávico, son nombradas así por los volcanes de las islas de Hawái. Sus lavas son muy fluidas, sin que tengan lugar desprendimientos gaseosos explosivos; estas lavas se desbordan solo cuando rebasan el cráter (por lo que forman un lago de lava) y se deslizan con facilidad por las laderas, formando verdaderas corrientes a grandes distancias y construyendo un cono volcánico con una pendiente muy suave,

#### Erupción estromboliana
La erupción estromboliana recibe el nombre del Estrómboli, volcán de las islas italianas de Lípari, al sur de Italia. La erupción es permanente, acompañada de frecuentes paroxismos explosivos, y de vez en cuando de coladas de lava. Esta es fluida, y acompaña al desprendimiento de gases abundantes y violentos, con proyecciones de escorias, bombas y lapilli, debido a que los gases pueden desprenderse con facilidad, no se producen pulverizaciones o cenizas. Cuando la lava rebasa por los bordes del cráter, desciende por sus laderas y barrancos, pero no alcanza tanta extensión como la del tipo del volcán hawaiano.

#### Erupción vulcaniana
Su nombre proviene del volcán Vulcano en las islas italianas de Lípari. Se desprenden grandes cantidades de gases de un magma poco fluido, que se consolida con rapidez; por ello las explosiones son muy fuertes y la lava ácida y muy viscosa que se pulveriza, produciendo mucha ceniza, lanzada al aire acompañadas de otros materiales fragmentarios. Cuando la lava sale al exterior se consolida rápidamente, pero los gases que se desprenden, rompen y resquebrajan su superficie, que por ello resulta áspera y muy irregular, formándose lavas cordadas.

#### Erupción pliniana o vesubiana
Reciben su nombre en honor a Plinio el Viejo, que falleció en una, y su sobrino Plinio el Joven, que fue el primero en describirlas. La Erupción pliniana difiere de la vulcaniana en que la presión de los gases en la cámara de magma es muy fuerte y produce explosiones muy violentas. Es distintivo de ellas el que las lavas no sean usualmente basálticas, sino riolíticas, y que exista una gran emisión de pumitas, gases tóxicos y aerosoles. Forma nubes ardientes en forma de pino u hongo, que, al enfriarse, producen precipitaciones de cenizas, que pueden llegar a sepultar ciudades, como le ocurrió a Pompeya y Herculano en el año 79 d. C.

#### Erupción peleana
De los volcanes de las Antillas es célebre el de monte Pelée, en Martinica por su erupción de 1902, que destruyó su capital, Saint-Pierre. La lava es extremadamente viscosa y se consolida con gran rapidez, llegando a tapar por completo el cráter; la enorme presión de los gases, sin salida, levanta este tapón que se eleva formando una gran aguja rocosa o bien destroza la parte superior de la ladera. Así ocurrió el 8 de mayo de 1902, cuando las paredes del volcán cedieron a tan enorme empuje, abriéndose un conducto lateral por el que salieron con extraordinaria fuerza los gases acumulados a elevada temperatura y que, mezclados con cenizas, formaron la nube ardiente que alcanzó 28 000 víctimas, a una velocidad cercana a los 500 km/h. Como resultado de esta erupción volcánica quedó la formación de un pitón volcánico.

#### Erupción krakatoana
Una explosión volcánica muy terrible, fue la del volcán Krakatoa. Originó una tremenda explosión y enormes tsunamis. Este tipo de erupciones se deben a que la lava ascendente es muy viscosa, con una temperatura bastante baja, con lo que va cerrando al enfriarse la abertura del cráter lo cual va acumulando gases que al final ocasionan una gran explosión con la voladura de parte del cráter y, muchas veces, con la formación de un pitón volcánico, es decir, un monte o roque de forma cilíndrica formado por la extrusión de una lava muy viscosa, es decir, poco líquida, que se solidifica rápidamente.

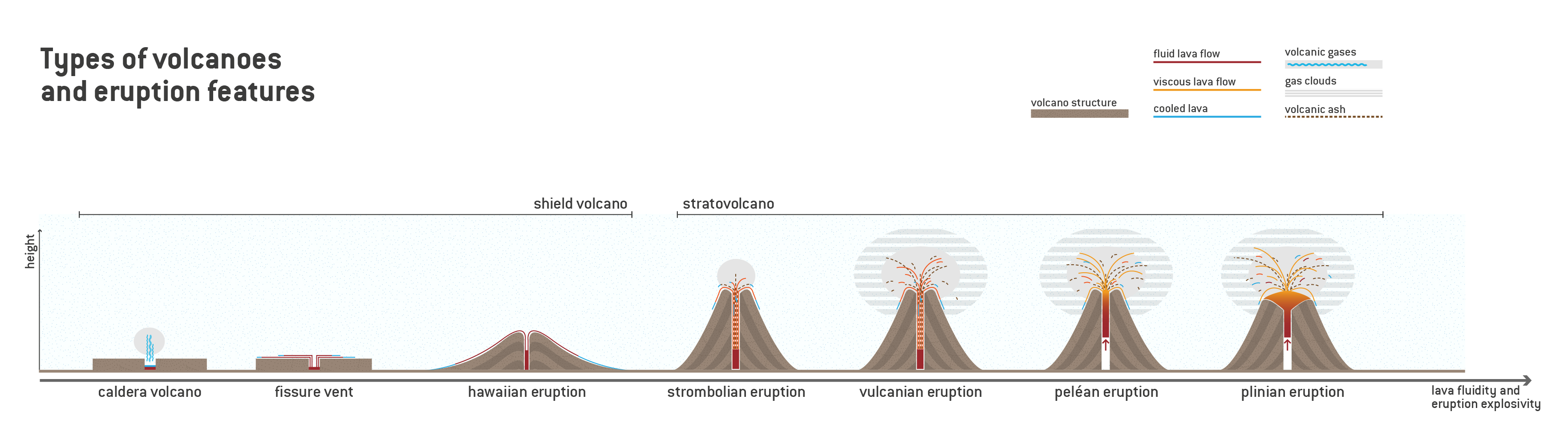
Esquema resumen de erupciones magmáticas

## Tipos de erupciones freatomagmáticas
Las erupciones freatomagmáticas son erupciones que surgen de las interacciones entre el agua y el magma. Son impulsados por la contracción térmica (a diferencia de las erupciones magmáticas, que son impulsadas por la expansión térmica) del magma cuando entra en contacto con el agua. Esta diferencia de temperatura entre los dos provoca violentas interacciones agua-lava que componen la erupción. Se cree que los productos de las erupciones freatomagmáticas tienen una forma más regular y un grano más fino que los productos de las erupciones magmáticas debido a las diferencias en los mecanismos eruptivos.
Existe un debate sobre la naturaleza exacta de las erupciones freatomagmáticas, y algunos científicos creen que las reacciones de refrigerante-combustible pueden ser más críticas para la naturaleza explosiva que la contracción térmica. Las reacciones del refrigerante-combustible pueden fragmentar el material volcánico al propagar ondas de estrés, ensanchando las grietas y aumentando el área superficial que finalmente conduce a un enfriamiento rápido y a erupciones explosivas impulsadas por la contracción.
Es muy común que una gran erupción explosiva tenga componentes magmáticos y freatomagmáticos.

### Erupciones surtseyánas
Una erupción surtseyana es un tipo de erupción volcánica que tiene lugar en aguas poco profundas, mares o lagos. Lleva el nombre en honor a la isla de Surtsey que se encuentra en la costa sur de Islandia. que se formó  tras la erupción de 1963.

### Erupciones submarinas

Esquema de una erupción submarina.

Las erupciones submarinas son más frecuentes que las de los volcanes que emiten en las tierras emergentes. Sin embargo, suelen pasar inadvertidas porque la presión elevada del agua en las zonas abisales provoca la disolución de los gases y detiene las proyecciones; así es como ningún signo de la erupción puede verse en la superficie del mar. Caso contrario es el de las erupciones en el fondo de los lagos, que son observables en la superficie.

### Erupciones subglaciales
Las erupciones subglaciales son un tipo de erupción volcánica caracterizada por la interacción entre la lava y hielo, a menudo bajo un glaciar.

## Tipos de erupciones freáticas

### Erupción límnica
Una erupción límnica (también llamada «fenómeno del lago explosivo») es un extraño desastre natural, en el cual el dióxido de carbono erupciona súbitamente de las profundidades de un lago, asfixiando a la fauna, al ganado y a los seres humanos. Tal erupción también puede originar tsunamis en el lago en la medida que el CO2 asciende a la superficie desplazando agua. Los científicos creen que los deslizamientos de tierra, la actividad volcánica o ciertas explosiones pueden desencadenar una erupción de este tipo.

### Erupción freática
Una erupción freática es aquella que ocurre cuando el magma de un volcán, cuya temperatura es extrema (600 °C-1170 °C), se pone en contacto con el suelo o una superficie que contiene agua, la cual se evapora rápidamente causando una explosión de vapor, agua, ceniza, piedras, entre otras.

## Efectos en la salud
La bibliografía internacional indica que la ceniza volcánica ataca principalmente a: el aparato respiratorio; la piel y los ojos, causando conjuntivitis o alguna otra enfermedad relacionada.
A nivel de aparato respiratorio superior, produce irritación determinando rinitis, faringitis, amigdalitis, laringitis y empeoramiento de la sinusitis. Los efectos directos sobre las áreas inferiores estarían determinados especialmente por el tamaño de las partículas respirables. Como la ceniza volcánica está constituida especialmente de SiO2, esta sustancia puede producir irritación local y desarrollar silicosis. Los pacientes con silicosis tienen altas tasas de tuberculosis. Ecuador tiene una prevalencia muy alta de tuberculosis pulmonar según las estadísticas del Ministerio de Salud, especialmente en poblaciones indígenas, de las cuales viven algunas alrededor del volcán. Las provincias de Chimborazo y Tungurahua han presentado, en la segunda mitad de los años 1990, prevalencias altas de tuberculosis. Existe por tanto la posibilidad de que personas infectadas, que no presentan la enfermedad, pudieran desarrollarla, activando focos latentes por vía irritativa silicótica por el SiO2. Los pacientes que sufren hiperactividad bronquial, los bronquíticos crónicos, los pacientes asmáticos, y las enfermedades pulmonares obstructivas crónicas pueden complicarse.
Podría existir una relación entre la presencia elevada de aluminio en el agua para beber y la enfermedad de Alzheimer. Compuestos de titanio disueltos en líquidos pueden producir conjuntivitis, opacidad corneal, congestión de la mucosa del aparato respiratorio superior seguida por cicatrización y estenosis laríngea.
La ceniza actúa a nivel de la conjuntiva de los ojos como cuerpo extraño; son los cristales de SiO2 que afectan directamente a la conjuntiva y a la córnea, produciendo abrasiones, además del efecto irritante. El efecto de la ceniza a nivel de la piel es principalmente por su acción irritante dérmica.
Se han reportado incremento de los cuadros diarreicos por efecto de la ceniza volcánica; los mecanismos se deben aún establecer, estos podrían estar relacionados con cuadros irritativos.

### Morbilidad antes y después de la erupción explosiva del volcán
Los investigadores registraron el cambio del perfil epidemiológico antes y durante la ocurrencia de las primeras explosiones. De esta forma se tienen condiciones climáticas semejantes.
| Morbilidad                           | 1998-16 de octubre a 31 de diciembre (num. de casos) | 1999-16 de octubre a 31 de diciembre (num. de casos) | Incremento (veces) |
| Infecciones respiratorias altas      | 1620                                                 | 4171                                                 | 2,6                |
| Infecciones respiratorias bajas      | 162                                                  | 405                                                  | 2,5                |
| Conjuntivitis, blefaritis y orzuelos | 73                                                   | 170                                                  | 2,3                |
| Tuberculosis                         | 24                                                   | 54                                                   | 2,3                |
| Asma                                 | 9                                                    | 19                                                   | 2,1                |
| Dermatitis                           | 110                                                  | 205                                                  | 1,9                |
| Gastritis y duodenitis               | 85                                                   | 142                                                  | 1,7                |
| Diarreas y gastroenteritis           | 462                                                  | 598                                                  | 1,3                |
| Parasitosis intestinal               | 789                                                  | 979                                                  | 1,2                |
| Traumatismos                         | 101                                                  | 70                                                   | 0,7                |
| Subtotal 10 causas                   | 3435                                                 | 6813                                                 | 2,3                |
| Resto de causas                      | 1517                                                 | 2771                                                 | 1,8                |
| TOTAL                                | 4952                                                 | 9584                                                 | 1,9                |

La exposición a determinadas sustancias puede tener efectos graves sobre la seguridad de los trabajadores. Algunas sustancias, como el amianto (que puede provocar cáncer de pulmón y mesotelioma), están ahora prohibidas o sometidas a un riguroso control. Sin embargo, muchas sustancias que siguen utilizándose de forma generalizada también pueden causar graves problemas de salud si los riesgos asociados a las mismas no se gestionan adecuadamente.
Las sustancias peligrosas pueden tener muchos y diversos efectos, entre los que se incluyen:
- Efectos graves: por envenenamiento, asfixia, explosión e incendios.
- Efectos a largo plazo, por ejemplo:
  - Enfermedades respiratorias (reacciones en las vías respiratorias y pulmones) como asma, rinitis, asbestosis y silicosis.
  - Cáncer profesional (leucemia, cáncer de pulmón, mesotelioma, cáncer de la cavidad nasal).
- Efectos sobre la salud que pueden ser graves y a largo plazo al mismo tiempo:
  - Enfermedades cutáneas.
  - Problemas reproductivos y patologías perinatales.
- Alergias
  - Algunas sustancias se pueden acumular en el organismo (por ejemplo, metales pesados como el plomo y el mercurio o disolventes orgánicos).
  - Algunas sustancias pueden tener un efecto acumulativo.
  - Algunas sustancias pueden penetrar a través de la piel.

Los trabajadores expuestos de manera periódica a líquidos y agua, que pueden atravesar la barrera natural de defensa de la piel, son los que sufren el máximo riesgo de desarrollar problemas cutáneos. La exposición a temperaturas extremas y la radiación solar, y los riesgos biológicos también contribuyen. El trabajo físico pesado también puede incrementar la ingestión de sustancias peligrosas.
No se conocen plenamente los efectos concretos de numerosas sustancias sobre la salud humana y el medio ambiente, sin embargo: este es uno de los principales motivos que han llevado a la creación del nuevo sistema REACH.
La prevención en el lugar de trabajo comienza con la eliminación, prohibición y/o sustitución de cualquier medida que aumente la cantidad y disminuya la calidad de las exposiciones a sustancias y agentes peligrosos. Esto requiere establecer mejores sistemas de gestión de la seguridad y salud para el trabajo en las empresas, así como sistemas, estrategias y programas nacionales que funcionen a escala nacional y regional.

## Medidas de seguridad en caso de erupción volcánica
Una erupción volcánica puede ser un acontecimiento impresionante y destructivo. A continuación se indican varios consejos para evitar el peligro y saber qué hacer si te sorprende una erupción.
Consejos de seguridad:
- Mantente alejado de volcanes activos.
- Si vives cerca de un volcán activo, prepara un kit de emergencia que incluya gafas de seguridad, una máscara, una linterna y una radio en buen estado que funcione con pilas.
- Elabora una ruta de evacuación y ten el depósito de gasolina del coche siempre lleno.
- Evacua siguiendo las recomendaciones de las autoridades para no encontrarte lava y barro, así como rocas y escombros que puede arrojar el volcán.
- Evita zonas de ríos y regiones bajas.
- Antes de abandonar tu casa, ponte una camisa de manga larga y pantalones largos; usa gafas de seguridad o normales, sin lentillas. Ponte una máscara de emergencia o envuélvete la cara con un paño húmedo.
- Si no vas a evacuar, cierra puertas y ventanas, y bloquea la chimenea y otros puntos de ventilación para evitar que la ceniza entre en la casa.
- Ten en cuenta que la ceniza puede sobrecargar el tejado y puedes necesitar retirarla. Durante la limpieza, lleva elementos de protección.
- La ceniza puede dañar motores y piezas metálicas, así que evita conducir. Si debes conducir, no superes los 55 kilómetros por hora.